# ريتشارد من والينجفورد
ريتشارد من والينجفورد (1292-1336) رياضياتي إنجليزي كانت له اسهامات كبرى في علم الفلك/علم التنجيم وعلم البنكامات أثناء خدمته كرئيس لدير القديس ألبانز في هيرتفوردشير.

## سيرته
ولد ريتشارد لأب كان يعمل حداد في والينجفورد في بيركشير (الآن أوكسفوردشاير) في إنجلترا عام 1292. عندما أصبح يتيمًا، أرسل إلى ويليام دي كيركبي رئيس دير الثالوث المقدس في والينجفورد. ثم أمضى ريتشارد 6 أعوام يدرس في جامعة أوكسفورد قبل أن يصبح راهبًا في سانت ألبانز. ثم وصل الدراسة في أكسفورد لتسعة أعوام أخرى. وفي عام 1326، أصبح رئيسًا لدير القديس ألبانز.
اشتهر ريتشارد باختراعه ساعة فلكية أثناء رئاسته للدير، والتي وصفها في كتاب Tractatus Horologii Astronomici عام 1327. لم تكتمل الساعة إلا بعد 20 عامًا من وفاة ريتشارد على يد ويليام من والسهام، ولكنها دُمرت أثناء إصلاح الملك هنري الثامن عند حل دير القديس ألبانز عام 1539. كانت ساعته أكثر الساعات تعقيدًا في الجزر البريطانية في ذلك الوقت، ولم يكن يباريها في تقنيتها سوى ساعة كان جيوفاني دوندي كان قد صنعها في القرن الرابع عشر الميلادي.
صمم ريتشارد أيضًا جهازًا سماه "Albion"، يمكن استخدامه لعمل حسابات فلكية يمكن من خلالها تحديد مواقع القمر والشمس والكواكب، وقد وصفه في كتابه Tractatus Albionis. كما نشر أعمالاً أخرى في حساب المثلثات والإحداثيات السماوية وعلم التنجيم والعديد من الأعمال الدينية.
عانى ريتشارد من مرض يُعتقد أنه الجذام، ومات في سانت ألبانز عام 1336.

## وصلات خارجية
- The Wallingford Clock at St Albans Cathedral نسخة محفوظة 14 يوليو 2018 على موقع واي باك مشين.
- The Astronomical Clock of Richard of Wallingford
- Images of Richard of Wallingford and the Astronomical Clock of Richard of Wallingford from the British Library
- Wallingford History Gateway
- Royal Berkshire History: Richard of Wallingford